# Orosz férfi kézilabda-válogatott
Az orosz férfi kézilabda-válogatott Oroszország nemzeti csapata, melyet az Orosz Kézilabda-szövetség (oroszul: Союза гандболистов Россия, magyar átírásban: Szojuza Handbolisztov Rosszija) irányít.

## Eredmények nemzetközi tornákon
Egészen 1990-ig Oroszország a Szovjetunió színeiben versenyzett, az 1992-es olimpián pedig a FÁK tagjaként vett részt. Ugyan önálló országként nem számítanak túl idősnek, de annál eredményesebbek. Viszonylag rövid idő alatt sikerült megnyerniük az összes rangos tornát. A világbajnokságot 1993-ban illetve 1997-ben, az Európa-bajnokságot 1996-ban és az olimpiát 2000-ben. Mindezen felül több alkalommal is a dobogóra állhattak.

## Érmek
Világbajnokság
- : 1993, 1997
- : 1999

Európa-bajnokság
- : 1996
- : 1994, 2000

Nyári olimpiai játékok
- : 2000
- : 2004

## Kapcsolódó szócikk
- Orosz női kézilabda-válogatott